# Ruishton
Ruishton is een civil parish in het bestuurlijke gebied Somerset West and Taunton, in het Engelse graafschap Somerset met 1473 inwoners.